# Vekaranaukko
Vekaranaukko är en fjärd i Finland. Den ligger i landskapet Egentliga Finland, i den sydvästra delen av landet, 220 km väster om huvudstaden Helsingfors.
Vekaranaukko avgränsas av Vekara i väster, Siliö i norr, Sammo i öster och Pentinletot i sydöst. Den ansluter till Sammonaukko i öster och Pentinletonaukko i söder.